# Lex Barker
Lex Barker (Rye, New York, 1919. május 8. – New York, 1973. május 11.) amerikai színész.

## Életpályája

### Ifjúsága
Édesapja Alexander Crichlow Barker Sr., építési vállalkozó, édesanyja Marion Thornton Beals. Apja később tőzsdeügynökként dolgozott. Egy nővére volt: Amelia Frederica "Freddie" Barlow (1917–1980).

### Karrier
Barker egyszer volt a Broadway-n, ahol egy kis szerepet játszott William Shakespeare: A windsori víg nők című darabjában 1938-ban. 1941-ben, tíz hónappal a Pearl Harbor elleni japán támadás előtt feladta színészi karrierjét, és beállt az amerikai hadseregbe. A szicíliai harcok során megsérült a feje és a lába. Visszatért az USA-ba, és egy arkansasi kórházban gyógyult meg.
1945-ben egy kis szerepet kapott első filmjében a Babaarcban. Ezt egy sor kisebb szerep követte. 1949–1953 között Tarzan-filmekben is játszott. 1957-ben Barker Európába költözött (beszélt franciául, olaszul, spanyolul és németül), ahol megtalálta népszerűségét. Több mint 40 európai filmben szerepelt. 1960-ban szerepet kapott Federico Fellini Az édes élet című filmjében, ahol Anita Ekberg vőlegényét alakította. Németországban volt a legnagyobb sikere. 1962–1968 között a Winnetou-filmek szereplője volt. 1966-ban Bambi-díjat nyert, mint a "legjobb külföldi színész" Németországban, ahol nagyon népszerű sztár volt.

### Halála
Barker három nappal 54. születésnapja után, 1973-ban szívrohamot kapott, miközben New York utcáin sétált, és találkozott menyasszonyával, a színésznő, Karen Kondazian-nal. New Yorkban temették el.

## Magánélete
1942–1950 között Constance Rhodes Thurlow (1918–1975) volt a felesége. Két gyermekük született: Lynn Thurlow Barker (1943–2010) és Alexander "Zan" Crichlow Barker III (1947–2012). 1951-1952 között Arlene Dahl (1925-) amerikai színésznő volt a párja. 1953–1957 között Lana Turner (1921–1995) amerikai színésznővel élt házasságban. 1957–1962 között Irene Labharttal alkotott egy párt. Egy fiuk született: Christopher (1960). 1965–1972 között Carmen Cervera (1943-) spanyol műgyűjtő volt a felesége.

## Filmjei
- Babaarc (Doll Face) (1945)
- Két pasas Milwaukee-ből (Two Guys from Milwaukee) (1946)
- Kereszttűz (1947)
- A farmer leánya (The Farmer's Daughter) (1947)
- Mr. Blandings felépíti álmai házát (Mr. Blandings Builds His Dream House) (1948)
- Mennydörgés a síkság felett (Thunder Over the Plains) (1953)
- Sárga hegyek (The Yellow Mountain) (1954)
- Duel on the Mississippi (1955)
- The Price of Fear (1956)
- Studio 57 (1956–1957)
- Vadölő (The Deerslayer) (1957)
- The Girl in Black Stockings (1957)
- War Drums (1957)
- Vörös álarcos (1960)
- Az édes élet (1960)
- Robin Hood és a kalózok (Robin Hood e i pirati) (1960)
- A kék ember titka (1961)
- A titokzatos Schut (1964)
- A banditák királya (Yellow Devil) (1964)
- Az aztékok kincse (1965)
- A Napisten piramisa (1965)
- Az ezüst oroszlán birodalmában (1965)
- A nő hétszer (1967)

### Tarzan-filmek
- Tarzan és a bűvös forrás (Tarzan's Magic Fountain) (1949)
- Tarzan és a rabszolgalány (Tarzan and the Slave Girl) (1950)
- Tarzan veszélyben (Tarzan's Peril) (1951)
- Tarzan vad dühe (Tarzan's Savage Fury) (1952)
- Tarzan és az ördögi nő (1953)

### Winnetou-filmek
- Az Ezüst-tó kincse (1962)
- Winnetou (1963)
- Old Shatterhand (1964)
- Winnetou 2. – Az utolsó renegátok (1964)
- Winnetou 3. – Winnetou halála (1965)
- Winnetou és a félvér Apanatschi (1966)
- Winnetou és Old Shatterhand a Halál Völgyében (1968)

## Fordítás
Ez a szócikk részben vagy egészben  a   Lex Barker című angol Wikipédia-szócikk ezen változatának fordításán alapul.  Az eredeti cikk szerkesztőit annak laptörténete sorolja fel. Ez a jelzés csupán a megfogalmazás eredetét és a szerzői jogokat jelzi, nem szolgál a cikkben szereplő információk forrásmegjelöléseként.